# Dictiosifonal
Dictyosiphonales és un ordre de la classe Phaeophyceae o alga bruna. Els membres d'aquest ordre tenen un tal·lus 'sporphytic' amb parènquima format per una divisió cel·lular tant longitudinal com transversal amb un tal·lus sòlid, tubularment pla, sacciforme, ramificat o foliós. Com el seu nom general suggereix el seu pigment és marró. Dictyosiphonales inclouen algunes algues litorals comunes però els membres de l'ordre generalment tenen una estructura relativament indiferenciada sense la construcció convencional d'un circell, estípit i làmina.